# Ray William Johnson
Raymond „Ray“ William Johnson (* 14. srpna 1981 Oklahoma City, Oklahoma) je americký influencer a youtuber. Proslavil se stránkou Equals Three.

## Mládí
Narodil se a vyrůstal v Oklahoma City, kde odmaturoval na Norman North High School. Později navštěvoval školu Columbia University School of General Studies, kde studoval historii, ale studium nedokončil. Během studia na vysoké škole začal zveřejňovat videa na YouTube. Jednalo se o blogy, které vydával na dnes již smazaném kanálu.

## Kariéra
V dubnu 2009 začal zveřejňovat videa na svém kanálu „Ray William Johnson“. Již v roce 2011 dosáhl na pět milionů odběratelů. Rovněž podepsal smlouvu se společností Maker Studios. Ze studia ale odešel následující rok. V roce 2013 rozjíždí několik projektů, a proto ukončil svůj nejslavnější projekt Equals Three, aby získal více času pro tvorbu.
V roce 2015 zažaloval společnost Jukin Media za to, že požadovala odstranění 40 videí Equals Three, která obsahovala samply. Případ byl později urovnán.
Spolupracoval s řadou známých osobností, jako jsou například Robin Williams, Sarah Silverman, Gabriel Iglesias, John Cho a Jason Biggs.
V roce 2019 se z internetu výrazně stáhl.
V roce 2020 se po roční přestávce vrátil na YouTube s novou sérií nazvanou Svperhvman. Od té doby přešel k tvorbě krátkých videí na YouTube a krátkých komediálních skečů na Facebooku. Oživil také svůj vedlejší projekt „Your Favorite Martian“.

## Filmografie
| Rok       | Název                                         | Role             |
| --------- | --------------------------------------------- | ---------------- |
| 2009–2014 | Equals Three                                  | Moderátor        |
| 2010      | The Professionals                             | Stan             |
| 2010      | Annoying Orange                               | Crabapple        |
| 2010–2011 | Breaking NYC                                  | Sám sebe         |
| 2011–2012 | Breaking Los Angeles                          | Sám sebe         |
| 2011–2012 | Your Favorite Martian: The Animated Series    | Puff (hlas)      |
| 2012      | RVC: The Lone Shopping Network                | Derek            |
| 2013      | Jay & Silent Bob's Super Groovy Cartoon Movie | Hipster (hlas)   |
| 2013      | Riley Rewind                                  | pan Osborne      |
| 2013–2014 | Epic Rap Battles of History                   | Goku / Boba Fett |
| 2014      | The Fluffy Movie                              | zdravotní sestra |
| 2015      | Manson Family Vacation                        |                  |
| 2015      | Booze Lightyear                               | hráč s alkoholem |
| 2015      | Comedians On                                  | Sám sebe         |
| 2015      | Top 6                                         |                  |
| 2016      | Who's Driving Doug                            | Scott            |
| 2016      | We Love You                                   | Derrick          |